# Katrin Zeller
Katrin Zeller (* 1. März 1979 in Oberstdorf) ist eine ehemalige deutsche Skilangläuferin. Die Polizeimeisterin der Bundespolizei startete für den SC Oberstdorf.

## Werdegang
Ihr internationales Debüt gab Zeller im Rahmen eines 5-Kilometer-Rennens (36.) im Continental-Cup. Bis Dezember 1999 nahm sie, abgesehen von den Juniorenweltmeisterschaften 1999 in Saalfelden (16. Platz über 5 und 15 Kilometer), nur an Continental-Cups und FIS-Rennen teil. Am 28. Dezember 1999 startete sie erstmals bei einem Weltcup-Sprint in Garmisch-Partenkirchen (46.). Es dauerte mehr als vier Jahre, bis sie im Februar 2004 erneut in dieser Wettbewerbsserie eingesetzt wurde und in der Verfolgung von Oberstdorf 54. wurde.
Spätestens seit Anfang der 2000er Jahre begann Zeller, sich auf die Sprintstrecken zu spezialisieren, ohne jedoch völlig auf Distanzrennen zu verzichten. Bei den nationalen Meisterschaften 2006 in Fischen im Allgäu gewann sie hinter Stefanie Böhler die Silbermedaille, in der Verfolgung wurde sie Vierte. Mit Manuela Henkel, Evi Sachenbacher-Stehle und Claudia Künzel erreichte sie im November 2006 in Gällivare in der Staffel als Zweitplatzierte ihr bislang bestes Ergebnis in einem Weltcuprennen. In Changchun belegte sie als Neunte im Februar 2007 erstmals einen einstelligen Platz in einem Einzelrennen des Weltcups.
Bei den Nordischen Skiweltmeisterschaften 2007 in Sapporo startete Zeller in drei Rennen, beste Platzierung war ein 25. Platz über 30 Kilometer. Die Saison 2007/08 begann mit einem achten Platz beim Team-Sprint von Düsseldorf vielversprechend. Es folgten zwei zweite Plätze bei Staffelrennen in Beitostoelen und Davos. Sie erreichte später in der Saison einen guten neunten Platz bei der Tour de Ski und ihre erste und einzige Einzel-Weltcuppodiumsplatzierung mit einem dritten Platz beim Klassikrennen über 10 km in Lahti. Die Saison beendete sie auf den 17. Platz in der Weltcupgesamtwertung. Am 9. März 2008 gewann sie den Engadin Skimarathon. Bei der Tour de Ski 2008/09 erreichte sie den 17. Platz. Bei den Nordischen Skiweltmeisterschaften 2009 in Liberec belegte sie in den Einzelrennen den 18. Platz über 10 km klassisch und den 17. Rang im 15-km-Verfolgungsrennen. Zusammen mit Evi Sachenbacher-Stehle, Miriam Gössner und Claudia Nystad holte sie Silber in der Staffel. Im März 2009 gewann sie bei den deutschen Meisterschaften über 5 km Freistil und im 10-km-Massenstartrennen. Die Tour de Ski 2009/10 beendete sie auf den neunten Rang in der Gesamtwertung.
Im Februar 2010 gewann Zeller bei den Olympischen Spielen in Vancouver zusammen mit Evi Sachenbacher-Stehle, Miriam Gössner und Claudia Nystad Silber in der Staffel. Ihre beste Platzierung bei den Einzelrennen war der 14. Platz im Sprint. Zum Saisonende errang sie in Lahti den zweiten Rang in der Staffel. Nach schwachen Beginn bei der Tour de Ski 2010/11 belegte sie mit Top-Zehn-Platzierungen bei den letzten drei Etappen den 12. Platz in der Gesamtwertung. Ihre besten Resultate bei den Nordischen Skiweltmeisterschaften 2011 in Oslo waren der 12. Platz im 30-km-Massenstartrennen und der fünfte Rang mit der Staffel. Bei der Tour de Ski 2011/12 erreichte sie mit dem sechsten Platz in der Gesamtwertung ihr bestes Gesamtergebnis bei der Tour. Die Saison beendete sie auf den 13. Platz in der Weltcupgesamtwertung. Ihre besten Ergebnisse bei den Nordischen Skiweltmeisterschaften 2013 im Val di Fiemme waren der elfte Platz über 10 km Freistil und der siebte Rang mit der Staffel. Bei der Tour de Ski 2012/13 und 2013/14 belegte sie den zehnten und 12. Platz in der Gesamtwertung. Bei den Rollerski-Weltmeisterschaften 2013 in Bad Peterstal gewann sie Gold im 11-km-Berglauf. Im Dezember 2013 holte sie in Asiago den dritten Platz zusammen mit Denise Herrmann im Teamsprint. Bei den Olympischen Spielen 2014 in Sotschi kam sie auf den 26. Platz im Skiathlon, den 25. Rang über 10 km klassisch und den 12. Platz im 30-km-Massenstartrennen. Nach der Saison 2013/14 beendete sie ihre Karriere.
Für den Gewinn der olympischen Medaille erhielt sie 2010 das Silberne Lorbeerblatt.

## Erfolge

### Siege bei Worldloppet-Cup-Rennen
Anmerkung: Vor der Saison 2015/16 hieß der Worldloppet Cup noch Marathon Cup.
| Nr. | Datum        | Ort     | Rennen              | Disziplin                  |
| --- | ------------ | ------- | ------------------- | -------------------------- |
| 1.  | 9. März 2008 | Engadin | Engadin Skimarathon | 42 km Freistil Massenstart |

### Siege bei Continental-Cup-Rennen
| Nr. | Datum             | Ort                     | Disziplin                   | Serie           |
| --- | ----------------- | ----------------------- | --------------------------- | --------------- |
| 1.  | 14. Dezember 2003 | Formazza                | 10 km Freistil Massenstart  | Continental Cup |
| 2.  | 18. Januar 2004   | Admont                  | 10 km klassisch Massenstart | Continental Cup |
| 3.  | 20. Februar 2005  | Sankt Jakob im Rosental | 10 km klassisch             | Alpencup        |
| 4.  | 7. Januar 2006    | St. Ulrich am Pillersee | 5 km klassisch              | Alpencup        |
| 5.  | 12. Februar 2006  | Santa Maria Maggiore    | 15 km Freistil Massenstart  | Alpencup        |
| 6.  | 25. Februar 2006  | Candanchu               | 5 km Freistil Massenstart   | Alpencup        |

### Siege im Rollerski-Weltcup
| Nr. | Datum             | Ort           | Disziplin                              |
| --- | ----------------- | ------------- | -------------------------------------- |
| 1.  | 8. September 2013 | Bad Peterstal | 11,3 km klassisch Berglauf Massenstart |

## Teilnahmen an Weltmeisterschaften und Olympischen Winterspielen

### Olympische Spiele
- 2010 Vancouver: 2. Platz Staffel, 14. Platz Sprint klassisch, 19. Platz 30 km klassisch Massenstart, 24. Platz 15 km Verfolgung
- 2014 Sotschi: 12. Platz 30 km Freistil Massenstart, 25. Platz 10 km klassisch, 26. Platz 15 km Skiathlon

### Nordische Skiweltmeisterschaften
- 2007 Sapporo: 25. Platz 30 km klassisch Massenstart, 29. Platz 10 km Freistil, 32. Platz 15 km Verfolgung
- 2009 Liberec: 2. Platz Staffel, 7. Platz Teamsprint klassisch, 17. Platz 15 km Verfolgung, 18. Platz 10 km klassisch
- 2011 Oslo: 5. Platz Staffel, 12. Platz 30 km Freistil Massenstart, 16. Platz 15 km Verfolgung, 22. Platz 10 km klassisch
- 2013 Val di Fiemme: 7. Platz Staffel, 11. Platz 10 km Freistil, 14. Platz 30 km klassisch Massenstart, 25. Platz 15 km Skiathlon

## Platzierungen im Weltcup

### Weltcup-Statistik
Die Tabelle zeigt die erreichten Platzierungen im Einzelnen.
- 1.–3. Platz: Anzahl der Podiumsplatzierungen
- Top 10: Anzahl der Platzierungen unter den ersten zehn
- Punkteränge: Anzahl der Platzierungen innerhalb der Punkteränge
- Starts: Anzahl gelaufener Rennen in der jeweiligen Disziplin
- Hinweis: Bei den Distanzrennen erfolgt die Einordnung gemäß FIS.

| Platzierung         | Distanzrennen a | Distanzrennen a | Distanzrennen a | Distanzrennen a | Distanzrennen a | Skiathlon Verfolgung | Sprint | Etappen- rennen b | Gesamt | Team c | Team c  |
| Platzierung         | ≤ 5 km          | ≤ 10 km         | ≤ 15 km         | ≤ 30 km         | > 30 km         | Skiathlon Verfolgung | Sprint | Etappen- rennen b | Gesamt | Sprint | Staffel |
| ------------------- | --------------- | --------------- | --------------- | --------------- | --------------- | -------------------- | ------ | ----------------- | ------ | ------ | ------- |
| 1. Platz            |                 |                 |                 |                 |                 |                      |        |                   |        |        |         |
| 2. Platz            |                 |                 |                 |                 |                 |                      |        |                   |        |        | 4       |
| 3. Platz            |                 | 1               |                 |                 |                 |                      |        |                   | 1      | 1      | 1       |
| Top 10              |                 | 3               | 1               |                 |                 | 3                    | 1      | 4                 | 12     | 5      | 14      |
| Punkteränge         | 1               | 33              | 8               | 4               | 1               | 11                   | 13     | 15                | 86     | 5      | 14      |
| Starts              | 1               | 42              | 10              | 4               | 1               | 13                   | 35     | 17                | 123    | 5      | 14      |
| Stand: Karriereende |                 |                 |                 |                 |                 |                      |        |                   |        |        |         |

### Weltcup-Gesamtplatzierungen
| Saison  | Gesamt | Gesamt | Distanz | Distanz | Sprint | Sprint |
| Saison  | Punkte | Platz  | Punkte  | Platz   | Punkte | Platz  |
| ------- | ------ | ------ | ------- | ------- | ------ | ------ |
| 2005/06 | 8      | 104.   | 7       | 77.     | 1      | 82.    |
| 2006/07 | 120    | 35.    | 97      | 22.     | 23     | 43.    |
| 2007/08 | 449    | 17.    | 306     | 16.     | 27     | 46.    |
| 2008/09 | 307    | 25.    | 184     | 22.     | 31     | 47.    |
| 2009/10 | 311    | 23.    | 150     | 24.     | 25     | 62.    |
| 2010/11 | 518    | 15.    | 273     | 15.     | 83     | 26.    |
| 2011/12 | 631    | 13.    | 363     | 15.     | 72     | 32.    |
| 2012/13 | 499    | 14.    | 299     | 14.     | 36     | 46.    |
| 2013/14 | 273    | 25.    | 132     | 22.     | 29     | 57.    |